# 向文璽
向文璽（1480年—？），字國信，湖廣州府夷陵州宜都縣人，民籍，明朝政治人物。

## 生平
湖廣鄉試第二十三名。弘治十八年（1505年）乙丑科進士。授户部主事，迁员外郎，出守庐州府。

## 家族
曾祖向中庸；祖父向庭蕙；父向冕。前母吳氏；母吳氏。具庆下。兄文琳、文琇、文珪、文瑞。弟文璧、文琮。